# Кирога, Васко де
Васко де Кирога (Vasco de Quiroga; около 1470, Мадригаль-де-лас-Альтас-Торрес, королевство Кастилия — 14 марта 1565, Уруапан, Новая Испания) — испанский священнослужитель и миссионер, монах францисканского ордена, первый епископ Мичоакана, был одним из правителей Мексики (в составе второй Аудиенсии) с 1531 по 1535 гг. Практик утопического социализма, пытавшийся создать в Мексике аналог Утопии, описанной Т. Мором.

## Биография
Родился в дворянской семье королевства Кастилия и Леон, получил юридическое и богословское образование, лиценциат права. Около 1515 г. занимался в Саламанке адвокатской практикой. Монашеские обеты принял поздно, что не помешало его быстрой церковной карьере. В 1520-е гг. возглавлял королевский суд в Вальядолиде. В 1530 г. был введён в состав коллегиального органа для управления Мексикой после отставки Кортеса — Королевскую Аудиенсию. Первая Аудиенсия состояла из конкистадоров, и ввиду многочисленных злоупотреблений, была заменена на вторую, состоящую из духовных лиц. Председателем Аудиенсии был назначен епископ Себастьян де Фуэнлеаль, в её состав, кроме Кироги, входили Хуан де Сальмерон, Алонсо де Мальдонадо, Франсиско Сейнос (все они имели юридическое образование и степень лиценциата). Кирога прибыл в Мехико вместе с Фуэнлеалем в октябре 1530 г. Они начали исполнять свои обязанности 10 января 1531 г.
Первым деянием Кирога в Мексике было основание госпиталя Святой Веры в Мехико (Santa Fe), что он сделал на собственные средства. Кирога при этом вдохновлялся идеями Т. Мора, популярными в Испании того времени (он полагал, что только в Мексике и в Утопии сохранились порядки «золотого века»). Кирога активно занимался обращением индейцев в католицизм, и входил в трибунал, пред которым предстал глава первой Аудиенсии — Нуньо Бельтран де Гусман и остальные чиновники, притеснявшие мексиканцев.
После восстания народа чичимеков в 1533 г., Кирога был направлен в Мичоакан с полномочиями инспектора (visitador). В Мичоакане основал второй госпиталь Санта-Фе, также основанный на утопических принципах Т. Мора. 16 апреля 1535 г. Аудиенсия сдала полномочия первому вице-королю Новой Испании — дону Антонио де Мендоса.

## Епископ Мичоакана
В 1537 г. королевским указом Кирога был назначен епископом Мичоакана. В этой провинции он оставался до конца жизни.
На посту епископа, Кирога перенёс епархиальный центр из столицы тарасков Цинцунцана в Пацкуаро. В Пацкуаро был построен собор и основана духовная семинария, посвящённая св. Николаю. Кирога полагал своим долгом собрать воедино жителей Мичоакана, разорённых походами де Гусмана. Вдохновлённый идеями Т. Мора, Кирога начал создавать самоуправляемые индейские общины, рабочий день был установлен в 6 часов, а все предметы потребления распределялись поровну. Вскоре он понял неосуществимость своих утопических идей, тем более, что все проекты он финансировал из собственных средств, полагая, что они будут перенесены на всю территорию Мексики.
Кирога-миссионер был очень популярен среди индейцев, которые прозвали его «Отцом» (Tata Vasco). После окончательной легализации энкомьенды (1534), Кирога написал на имя короля Карла V обращение Información en derecho (1535), где апеллировал к христианским чувствам власти, указывая, что единокровные с испанцами люди низведены до уровня скотов.
В 1545 г. Кирога направился в Испанию, чтобы принять участие в Тридентском соборе, но из-за того, что судно было повреждено штормами, остался в Мексике. Он участвовал в сессиях Собора в 1547 г., взяв с собой нескольких обращённых индейцев. В этот период он пользовался большим доверием при испанском королевском дворе и в Совете по делам Индий. В Мексику Кирога вернулся в 1554 г. По пути он захватил в Санто-Доминго рассаду бананов, которые натурализовал в Мичоакане. В 1555 г. провёл первый епархиальный собор в Мексике.
Скончался в возрасте более 90 лет, и был погребён в кафедральном соборе в Пацкуаро, который сам и построил.

## Память
Пропаганда ручных ремёсел среди тарасков привела к тому, что представители этого народа по сей день славятся традиционными промыслами в Мексике. По сей день в Парахо производятся музыкальные инструменты (в том числе гитары), в Цинцунцане — глиняная посуда, а в Санта-Кларе — медные изделия.
В Мичоакане именем Кирога назван местный университет (в Морелии). В 1941 г. по материалам биографии епископа была поставлена опера, написанная Мигелем Берналем Хименесом.

## Примечательный факт
Васко де Кирога считается основателем города Ирапуато.

## Труды
- Doctrina para los Indios
- Sermones, reglas y ordenanzas para el gobierno de los Hospitales de Santa Fe, México y Michoacán
- Información en Derecho
- Quiroga, Vasco de (2003). La utopía en América. Dastin. ISBN 978-84-492-0376-3.